# Eczacıbaşı Spor Kulübü 2014-2015 (pallavolo femminile)
Questa voce raccoglie le informazioni riguardanti l'Eczacıbaşı Spor Kulübü nella stagione 2014-2015.

## Organigramma societario
Area direttiva
- Presidente: Faruk Ezcacıbaşı
- Vicepresidente: Osman Erdal Karamercan
- Segretario generale: Mustafa Sacit Basmacı
- Dirigenti: Sedat Birol, Bülent Avcı, Cem Tanrıkılıcı, Atalay Muharrem Gümrah, Okşan Atilla Sanön, Ali Atalık

Area organizzativa
- Team manager: Nalan Ural
- Consulente: Cemil Ergin
- Vicesegretario generale: Cemal Erksun
- Affari finanziari ed amministrativi: Erdem Yılmaz, Aslı Doğan

Area tecnica
- Allenatore: Giovanni Caprara
- Assistente allenatore: Alper Hamurcu, Ömer Can Küçükaslan
- Statistico: Yunus Öçal

Area comunicazione
- Ufficio stampa: Vahide Palantöken

Area sanitaria
- Fisioterapista: Seçkin Pişkin

## Rosa
| N° | Nome                | Ruolo | Data di nascita  | Nazionalità sportiva |
| -- | ------------------- | ----- | ---------------- | -------------------- |
| 1  | Bethania de la Cruz | S     | 13 maggio 1987   | Rep. Dominicana      |
| 2  | Gülden Kayalar      | L     | 5 dicembre 1980  | Turchia              |
| 4  | Mısra Aşçı          | P     | 26 gennaio 1998  | Turchia              |
| 5  | Şeyma Ercan         | S     | 5 luglio 1994    | Turchia              |
| 6  | Ceylan Arısan       | C     | 1º gennaio 1994  | Turchia              |
| 7  | Dilara Bağcı        | L     | 2 febbraio 1994  | Turchia              |
| 8  | Asuman Karakoyun    | P     | 16 luglio 1990   | Turchia              |
| 9  | Büşra Cansu         | C     | 16 luglio 1990   | Turchia              |
| 10 | Jordan Larson       | S     | 16 ottobre 1986  | Stati Uniti          |
| 11 | Nilay Benli         | P     | 24 ottobre 1985  | Turchia              |
| 12 | Esra Gümüş          | S     | 2 ottobre 1982   | Turchia              |
| 13 | Christiane Fürst    | C     | 29 marzo 1985    | Germania             |
| 14 | Gözde Yılmaz        | O     | 9 settembre 1991 | Turchia              |
| 17 | Neslihan Demir      | O     | 9 dicembre 1983  | Turchia              |
| 18 | Maja Poljak         | C     | 2 maggio 1983    | Croazia              |

## Mercato
| Acquisti | Acquisti            | Acquisti        | Acquisti      |
| R.       | Nome                | da              | Modalità      |
| -------- | ------------------- | --------------- | ------------- |
| S        | Bethania de la Cruz | GS Caltex Seoul | definitivo    |
| P        | Mısra Aşçı          | giovanili       | definitivo    |
| C        | Ceylan Arısan       | Sarıyer         | fine prestito |
| L        | Dilara Bağcı        | Nilüfer         | fine prestito |
| S        | Jordan Larson       | Dinamo-Kazan    | definitivo    |
| P        | Nilay Benli         | Fenerbahçe      | definitivo    |
| C        | Christiane Fürst    | VakıfBank       | definitivo    |
| O        | Gözde Yılmaz        | Sarıyer         | fine prestito |

| Cessioni | Cessioni         | Cessioni      | Cessioni   |
| R.       | Nome             | a             | Modalità   |
| -------- | ---------------- | ------------- | ---------- |
| S        | Senna Ušić       | Shanghai      | definitivo |
| C        | Aybüke Özdemir   | Sarıyer       | prestito   |
| C        | Hande Baladın    | Sarıyer       | prestito   |
| C        | Selin Uygur      | Beşiktaş      | definitivo |
| C        | Andressa Picussa | Azəryol       | definitivo |
| O        | Wang Yimei       | İdman Ocağı   | definitivo |
| P        | Denise Hanke     | Impel         | definitivo |
| L        | Buse Kayakan     | Nilüfer       | definitivo |
| C        | Christa Harmotto | Stati Uniti   | definitivo |
| P        | Arelya Karasoy   | Sarıyer       | prestito   |
| S        | Helena Havelková | Busto Arsizio | definitivo |

## Risultati

### Voleybol 1. Ligi

#### Regular season

##### Andata
| 1ª giornata - 25 ottobre 2014 Cengiz Göllü Kapalı Spor Salonu, Bursa   | Nilüfer     | 2 - 3 | Eczacıbaşı  | 26-24, 21-25, 27-25, 23-25, 9-15  |
| 2ª giornata - 1 novembre 2014 Eczacıbaşı Spor Salonu, Istanbul         | Eczacıbaşı  | 3 - 2 | VakıfBank   | 20-25, 28-26, 18-25, 25-11, 15-7  |
| 3ª giornata - 5 novembre 2014 Başkent Voleybol Salonu, Ankara          | İlbank      | 1 - 3 | Eczacıbaşı  | 22-25, 21-25, 25-21, 16-25        |
| 4ª giornata - 8 novembre 2014 Eczacıbaşı Spor Salonu, Istanbul         | Eczacıbaşı  | 3 - 0 | Yeşilyurt   | 25-16, 25-13, 25-10               |
| 5ª giornata - 16 novembre 2014 Burhan Felek Spor Salonu, Istanbul      | Fenerbahçe  | 3 - 2 | Eczacıbaşı  | 25-21, 21-25, 23-25, 25-18, 15-13 |
| 6ª giornata - 21 novembre 2014 Eczacıbaşı Spor Salonu, Istanbul        | Eczacıbaşı  | 3 - 0 | Beşiktaş    | 25-13, 25-18, 28-26               |
| 7ª giornata - 29 novembre 2014 Anafartalar Spor Salonu, Çanakkale      | Çanakkale   | 0 - 3 | Eczacıbaşı  | 16-25, 13-25, 13-25               |
| 8ª giornata - 2 dicembre 2014 Eczacıbaşı Spor Salonu, Istanbul         | Eczacıbaşı  | 3 - 1 | Sarıyer     | 21-25, 25-20, 25-15, 25-13        |
| 9ª giornata - 6 dicembre 2014 Burhan Felek Spor Salonu, Istanbul       | Galatasaray | 1 - 3 | Eczacıbaşı  | 25-22, 20-25, 15-25, 22-25        |
| 10ª giornata - 14 dicembre 2014 Eczacıbaşı Spor Salonu, Istanbul       | Eczacıbaşı  | 3 - 0 | İdman Ocağı | 25-21, 25-18, 25-13               |
| 11ª giornata - 20 dicembre 2014 Cengiz Göllü Kapalı Spor Salonu, Bursa | Bursa BB    | 0 - 3 | Eczacıbaşı  | 12-25, 12-25, 21-25               |

##### Ritorno
| 12ª giornata - 10 gennaio 2015 Eczacıbaşı Spor Salonu, Istanbul                | Eczacıbaşı  | 3 - 0 | Nilüfer     | 25-19, 25-17, 25-19              |
| 13ª giornata - 18 gennaio 2015 Burhan Felek Spor Salonu, Istanbul              | VakıfBank   | 2 - 3 | Eczacıbaşı  | 19-25, 16-25, 25-17, 25-20, 7-15 |
| 14ª giornata - 25 gennaio 2015 Eczacıbaşı Spor Salonu, Istanbul                | Eczacıbaşı  | 3 - 0 | İlbank      | 25-10, 25-14, 25-12              |
| 15ª giornata - 1 febbraio 2015 Yeşilyurt Spor Salonu, Istanbul                 | Yeşilyurt   | 0 - 3 | Eczacıbaşı  | 12-25, 17-25, 19-25              |
| 16ª giornata - 6 febbraio 2015 Eczacıbaşı Spor Salonu, Istanbul                | Eczacıbaşı  | 0 - 3 | Fenerbahçe  | 25-27, 20-25, 14-25              |
| 17ª giornata - 14 febbraio 2015 BJK Akatlar Arena, Istanbul                    | Beşiktaş    | 0 - 3 | Eczacıbaşı  | 17-25, 19-25, 19-25              |
| 18ª giornata - 22 febbraio 2015 Eczacıbaşı Spor Salonu, Istanbul               | Eczacıbaşı  | 3 - 0 | Çanakkale   | 25-16, 25-16, 25-22              |
| 19ª giornata - 28 febbraio 2015 Bahçeköy Orman Fakültesi Spor Salonu, Istanbul | Sarıyer     | 2 - 3 | Eczacıbaşı  | 25-19, 22-25, 25-22, 21-25, 7-15 |
| 20ª giornata - 7 marzo 2015 Eczacıbaşı Spor Salonu, Istanbul                   | Eczacıbaşı  | 3 - 1 | Galatasaray | 25-17, 26-28, 25-23, 25-18       |
| 21ª giornata - 15 marzo 2015 Trabzon 19 Mayıs Spor Salonu, Trebisonda          | İdman Ocağı | 1 - 3 | Eczacıbaşı  | 23-25, 25-18, 23-25, 17-25       |
| 22ª giornata - 20 marzo 2015 Eczacıbaşı Spor Salonu, Istanbul                  | Eczacıbaşı  | 3 - 0 | Bursa BB    | 25-16, 25-19, 25-17              |

#### Play-off scudetto
| Quarti di finale (gara 1) - 15 aprile 2015 Cengiz Göllü Kapalı Spor Salonu, Bursa | Bursa BB    | 1 - 3 | Eczacıbaşı  | 17-25, 25-14, 24-26, 7-25        |
| Quarti di finale (gara 2) - 18 aprile 2015 Eczacıbaşı Spor Salonu, Istanbul       | Eczacıbaşı  | 3 - 0 | Bursa BB    | 25-19, 25-19, 25-23              |
| Final four (gara 1) - 22 aprile 2015 İzmir Atatürk Spor Salonu, Smirne            | Fenerbahçe  | 3 - 1 | Eczacıbaşı  | 25-19, 26-24, 18-25, 25-17       |
| Final four (gara 2) - 23 aprile 2015 İzmir Atatürk Spor Salonu, Smirne            | Eczacıbaşı  | 0 - 3 | VakıfBank   | 18-25, 16-25, 20-25              |
| Final four (gara 3) - 24 aprile 2015 İzmir Atatürk Spor Salonu, Smirne            | Eczacıbaşı  | 3 - 0 | Galatasaray | 25-22, 25-18, 25-19              |
| Final four (gara 4) - 29 aprile 2015 Başkent Voleybol Salonu, Ankara              | Galatasaray | 2 - 3 | Eczacıbaşı  | 25-20, 17-25, 21-25, 28-26, 6-15 |
| Final four (gara 5) - 30 aprile 2015 Başkent Voleybol Salonu, Ankara              | VakıfBank   | 3 - 0 | Eczacıbaşı  | 25-22, 25-21, 29-27              |
| Final four (gara 6) - 1 maggio 2015 Başkent Voleybol Salonu, Ankara               | Eczacıbaşı  | 3 - 1 | Fenerbahçe  | 21-25, 27-25, 21-15, 25-22       |

### Coppa di Turchia

#### Fase a eliminazione diretta
| Quarti di finale (andata) - 19 novembre 2014 Trabzon 19 Mayıs Spor Salonu, Trebisonda | İdman Ocağı | 0 - 3 | Eczacıbaşı  | 10-25, 15-25, 13-25 |
| Quarti di finale (ritorno) - 25 febbraio 2015 Eczacıbaşı Spor Salonu, Istanbul        | Eczacıbaşı  | 3 - 0 | İdman Ocağı | 25-12, 25-18, 25-23 |
| Semifinali - 11 aprile 2015 Başkent Voleybol Salonu, Ankara                           | Fenerbahçe  | 3 - 0 | Eczacıbaşı  | 25-22, 25-16, 25-20 |

### Champions League

#### Fase a gironi
| 1ª giornata - 12 novembre 2014 Burhan Felek Spor Salonu, Istanbul | Eczacıbaşı    | 3 - 0 | Omička        | 25-18, 25-18, 25-23        |
| 2ª giornata - 25 novembre 2014 Hala Orbita, Breslavia             | Impel         | 0 - 3 | Eczacıbaşı    | 29-31, 16-25, 21-25        |
| 3ª giornata - 11 dicembre 2014 Saalsporthalle, Zurigo             | Volero Zurigo | 1 - 3 | Eczacıbaşı    | 25-20, 23-25, 16-25, 25-27 |
| 4ª giornata - 13 gennaio 2015 Burhan Felek Spor Salonu, Istanbul  | Eczacıbaşı    | 0 - 3 | Volero Zurigo | 23-25, 22-25, 16-25        |
| 5ª giornata - 22 gennaio 2015 Burhan Felek Spor Salonu, Istanbul  | Eczacıbaşı    | 3 - 1 | Impel         | 25-19, 21-25, 25-10, 25-16 |
| 6ª giornata - 28 gennaio 2015 Blinov S&C Complex, Omsk            | Omička        | 1 - 3 | Eczacıbaşı    | 16-25, 25-23, 16-25, 19-25 |

#### Fase ad eliminazione diretta
| Play-off a 12 (andata) - 10 febbraio 2015 Sportcentrum, Prostějov             | Prostějov     | 1 - 3 | Eczacıbaşı    | 25-18, 15-25, 14-25, 21-25                   |
| Play-off a 12 (ritorno) - 18 febbraio 2015 Burhan Felek Spor Salonu, Istanbul | Eczacıbaşı    | 3 - 0 | Prostějov     | 25-14, 25-14, 25-19                          |
| Play-off a 6 (andata) - 5 marzo 2015 Burhan Felek Spor Salonu, Istanbul       | Eczacıbaşı    | 3 - 0 | Volero Zurigo | 25-21, 25-19, 25-22                          |
| Play-off a 6 (andata) - 12 marzo 2015 Saalsporthalle, Zurigo                  | Volero Zurigo | 3 - 1 | Eczacıbaşı    | 25-23, 24-26, 29-27, 25-19 Golden set: 12-15 |
| Semifinale - 4 aprile 2015 Arena Szczecin, Stettino                           | VakıfBank     | 1 - 3 | Eczacıbaşı    | 22-25, 25-16, 22-25, 22-25                   |
| Finale - 5 aprile 2015 Arena Szczecin, Stettino                               | Eczacıbaşı    | 3 - 0 | Busto Arsizio | 25-20, 25-22, 25-21                          |

### Coppa del Mondo

#### Fase a gironi
| 1ª giornata - 6 maggio 2015 Saalsporthalle, Zurigo | Eczacıbaşı | 2 - 3 | Hisamitsu Springs | 25-12, 26-28, 20-25, 25-19, 11-15 |
| 2ª giornata - 7 maggio 2015 Saalsporthalle, Zurigo | Eczacıbaşı | 3 - 0 | Dinamo Krasnodar  | 25-22, 26-24, 25-19               |

#### Fase ad eliminazione diretta
| Semifinali - 9 maggio 2015 Saalsporthalle, Zurigo | Eczacıbaşı       | 3 - 1 | Volero Zurigo | 25-17, 25-22, 18-25, 34-32 |
| Finale - 10 maggio 2015 Saalsporthalle, Zurigo    | Dinamo Krasnodar | 1 - 3 | Eczacıbaşı    | 16-25, 21-25, 26-24, 19-25 |

## Statistiche

### Statistiche di squadra
| Competizione     | Punti | In casa | In casa | In casa | In trasferta | In trasferta | In trasferta | Totale | Totale | Totale |
| Competizione     | Punti | G       | V       | P       | G            | V            | P            | G      | V      | P      |
| ---------------- | ----- | ------- | ------- | ------- | ------------ | ------------ | ------------ | ------ | ------ | ------ |
| Voleybol 1. Ligi | 59,8  | 12      | 11      | 1       | 12           | 11           | 1            | 30     | 25     | 5      |
| Coppa di Turchia | -     | 1       | 1       | 0       | 1            | 1            | 0            | 3      | 2      | 1      |
| Champions League | 15    | 5       | 4       | 1       | 5            | 4            | 1            | 12     | 10     | 2      |
| Coppa del Mondo  | 4     | 0       | 0       | 0       | 0            | 0            | 0            | 4      | 3      | 1      |
| Totale           | -     | 18      | 16      | 2       | 18           | 16           | 2            | 49     | 40     | 9      |

G = partite giocate; V = partite vinte; P = partite perse

### Statistiche dei giocatori
| Giocatore     | Campionato | Campionato | Campionato | Campionato | Campionato | Coppa di Turchia | Coppa di Turchia | Coppa di Turchia | Coppa di Turchia | Coppa di Turchia | Champions League | Champions League | Champions League | Champions League | Champions League | Coppa del Mondo | Coppa del Mondo | Coppa del Mondo | Coppa del Mondo | Coppa del Mondo | Totale | Totale | Totale | Totale | Totale |
| Giocatore     | P          | PT         | AV         | MV         | BV         | P                | PT               | AV               | MV               | BV               | P                | PT               | AV               | MV               | BV               | P               | PT              | AV              | MV              | BV              | P      | PT     | AV     | MV     | BV     |
| ------------- | ---------- | ---------- | ---------- | ---------- | ---------- | ---------------- | ---------------- | ---------------- | ---------------- | ---------------- | ---------------- | ---------------- | ---------------- | ---------------- | ---------------- | --------------- | --------------- | --------------- | --------------- | --------------- | ------ | ------ | ------ | ------ | ------ |
| C. Arısan     | 16         | 47         | 32         | 10         | 5          | 2                | 4                | 2                | 2                | 0                | 0                | 0                | 0                | 0                | 0                | 1               | 0               | 0               | 0               | 0               | 19     | 51     | 34     | 12     | 5      |
| M. Aşçı       | 1          | 0          | 0          | 0          | 0          | -                | -                | -                | -                | -                | 0                | 0                | 0                | 0                | 0                | -               | -               | -               | -               | -               | 1      | 0      | 0      | 0      | 0      |
| D. Bağcı      | 16         | 0          | 0          | 0          | 0          | 1                | 0                | 0                | 0                | 0                | 0                | 0                | 0                | 0                | 0                | 4               | 0               | 0               | 0               | 0               | 21     | 0      | 0      | 0      | 0      |
| N. Benli      | 26         | 34         | 10         | 13         | 11         | 3                | 3                | 2                | 1                | 0                | 8                | 9                | 3                | 3                | 3                | 3               | 1               | 0               | 1               | 0               | 40     | 47     | 15     | 18     | 14     |
| B. Cansu      | 20         | 146        | 64         | 63         | 19         | 3                | 18               | 13               | 4                | 1                | 4                | 5                | 3                | 2                | 0                | 2               | 0               | 0               | 0               | 0               | 29     | 169    | 80     | 69     | 20     |
| N. Demir      | 25         | 250        | 211        | 28         | 11         | 3                | 12               | 9                | 3                | 0                | 12               | 125              | 98               | 17               | 10               | 4               | 54              | 47              | 4               | 3               | 44     | 441    | 365    | 52     | 24     |
| B. de la Cruz | 12         | 191        | 170        | 11         | 10         | 2                | 22               | 19               | 0                | 3                | 11               | 187              | 171              | 6                | 10               | 3               | 2               | 1               | 1               | 0               | 28     | 402    | 361    | 18     | 23     |
| S. Ercan      | 25         | 128        | 102        | 12         | 14         | 3                | 0                | 0                | 0                | 0                | 5                | 4                | 2                | 2                | 0                | 1               | 0               | 0               | 0               | 0               | 34     | 132    | 104    | 14     | 14     |
| C. Fürst      | 22         | 156        | 96         | 52         | 8          | 1                | 1                | 0                | 0                | 1                | 12               | 84               | 56               | 23               | 5                | 4               | 40              | 25              | 13              | 2               | 39     | 281    | 177    | 88     | 16     |
| E. Gümüş      | 26         | 238        | 204        | 22         | 12         | 2                | 15               | 13               | 1                | 1                | 8                | 20               | 14               | 4                | 2                | 3               | 5               | 5               | 0               | 0               | 39     | 278    | 236    | 27     | 15     |
| A. Karakoyun  | 19         | 32         | 10         | 12         | 10         | 2                | 2                | 0                | 1                | 1                | 10               | 21               | 5                | 9                | 7                | 4               | 11              | 2               | 7               | 2               | 35     | 66     | 17     | 29     | 20     |
| G. Kayalar    | 24         | 0          | 0          | 0          | 0          | 3                | 0                | 0                | 0                | 0                | 12               | 0                | 0                | 0                | 0                | 1               | 0               | 0               | 0               | 0               | 40     | 0      | 0      | 0      | 0      |
| J. Larson     | 19         | 215        | 181        | 14         | 20         | 3                | 28               | 20               | 5                | 3                | 12               | 160              | 136              | 12               | 12               | 4               | 70              | 56              | 7               | 7               | 38     | 473    | 393    | 38     | 42     |
| M. Poljak     | 21         | 209        | 118        | 74         | 17         | 3                | 23               | 16               | 7                | 0                | 12               | 134              | 63               | 58               | 13               | 4               | 56              | 32              | 19              | 5               | 40     | 422    | 229    | 158    | 35     |
| G. Yılmaz     | 27         | 207        | 172        | 14         | 21         | 3                | 13               | 9                | 1                | 3                | 11               | 27               | 22               | 4                | 1                | 4               | 62              | 56              | 4               | 2               | 45     | 309    | 259    | 23     | 27     |

P = presenze; PT = punti totali; AV = attacchi vincenti; MV = muri vincenti; BV = battute vincenti